# Иоганн Георг (герцог Саксен-Вейсенфельский)
Иоганн Георг Саксен-Вейсенфельсский (нем. Johann Georg von Sachsen-Weißenfels, 13 июля 1677 — 16 мая 1712) — герцог Саксен-Вейсенфельский с 1697 года.

## Биография
Иоганн Георг был третьим сыном (старшим из выживших) Саксен-Вейсенфельсского герцога Иоганна Адольфа I и его первой жены Иоганны Магдалены Саксен-Альтенбургской. Так как в 1697 году, когда скончался его отец, он был ещё молод, регентство над ним до его совершеннолетия взял курфюрст Саксонии Фридрих Август I.
Иоганн Георг уделял большое внимание экономическому и культурному развитию герцогства. Под его управлением Вайсенфельс стал экономическим и культурным центром Центральной Германии, сравнимым с Дрезденом.
В связи с тем, что на момент смерти в 1712 году у него не было потомков мужского пола, герцогство унаследовал его младший брат Кристиан.

## Семья и дети
7 января 1698 года Иоганн Георг женился в Йене на Фридерике Елизавете, дочери герцога Иоганна Георга I Саксен-Эйзенахского. У них было семеро детей:
- Фридерика (1701—1706)
- Иоганн Георг (1702—1703)
- Иоганнетта Вильгельмина (1704—1704)
- Иоганнетта Амалия (1705—1706)
- мертворождённый сын (1706)
- Иоганна Магдалена (1708—1769), вышла замуж за курляндского герцога Фердинанда Кетлера
- Фридерика Амалия (1712—1714)